# Campodorus assiduus
Campodorus assiduus är en stekelart som först beskrevs av Holmgren 1876.  Campodorus assiduus ingår i släktet Campodorus, och familjen brokparasitsteklar. Arten är reproducerande i Sverige.